# Sindrome da rosolia congenita
La sindrome da rosolia congenita (SRC) può colpire il feto in sviluppo nel caso si abbia contratto la rosolia durante il primo trimestre di gravidanza. La probabilità che il neonato ne sia affetto varia a seconda del momento in cui avviene l'infezione. Tra 0-28 giorni prima del concepimento, la possibilità è del 43%. Se il contatto col virus avviene entro le prime 12 settimane di gestazione, la probabilità sale al 51%, mentre tra le 13-26 settimane la probabilità scende al 23%. Il neonato non è generalmente colpito dalla malattia se la rosolia è contratta durante il terzo trimestre, o tra le 26-40 settimane dopo il concepimento. La sindrome avviene raramente quando la rosolia è contratta dalla madre dopo le 20 settimane di gestazione ma continua a disseminare il virus dopo la nascita.
È stata scoperta nel 1941 dall'australiano Norman McAllister Gregg.

## Presentazione
La triade della rosolia congenita (triade di Gregg) è costituita da:
- sordità sensoriale (58% dei pazienti)
- anomalie oculari-specialmente retinopatia, cataratta e micro oftalmia (43% dei pazienti)
- difetti cardiaci congeniti specialmente dotto arterioso pervio (50% dei pazienti)

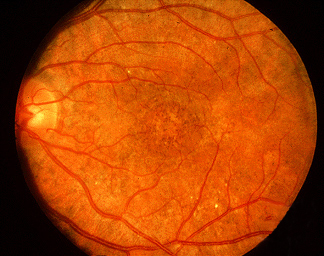
La Retina "sale e pepe" è una delle manifestazioni oculari più comuni della sindrome da rosolia congenita.

Altre manifestazioni della sindrome da rosolia congenita (SRC) possono includere:
- Problemi alla milza, fegato o midollo osseo (alcuni dei quali possono scomparire subito dopo la nascita)
- Ritardo mentale
- Microcefalia (ridotto sviluppo della testa)
- Difetti oculari
- Basso peso alla nascita
- Porpora trombocitopenica (che presenta un arrossamento rilevato)
- Epatomegalia
- Micrognatia

I bambini che sono stati esposti alla rosolia durante il concepimento devono essere seguiti attentamente per indicazioni in seguito a:
- Ritardato sviluppo
- Disturbi dello spettro autistico[2]
- Schizofrenia[3]
- Ritardata crescita
- Disabilità nell'apprendimento
- Diabete
- Glaucoma

## Prevenzione
La vaccinazione contro la rosolia delle donne non ancora in età fertile è un presidio preventivo essenziale per prevenire la sindrome da rosolia congenita; a livello internazionale, la diffusione su larga scala della vaccinazione ha permesso la forte riduzione delle forme di rosolia congenita in molte nazioni.
Ciò nonostante, nei paesi in cui le copertura vaccinali sono ancora basse (prevalentemente in Africa e nel Sud-Est Asiatico), l'incidenza della rosolia congenita e delle sue complicanze invalidanti è ancora alta, con oltre 110 000 bambini affetti ogni anno.
L'aborto è spesso raccomandato se avviene l'esposizione, o se è sospettata la SRC prima della nascita.

## Epidemiologia
Nel 1998 il numero di donne sieronegative di età compresa tra 18 e 30 anni in Germania era dello 0,8-3%, quindi con una media di 700 000 nascite all'anno, fino a 20 000 neonati sono a rischio di infezione da rosolia prenatale. Al contrario, nel 1999 e nel 2000 sono stati segnalati solo quattro e cinque casi di infezione da rosolia connatale, nessuno nel 2010 e nel 2011. Tuttavia, il Robert Koch Institute stima che vi siano notevoli sotto-segnalazioni.

## Diagnosi
Poiché una donna incinta non protetta può essere infettata da quattro a sette giorni prima dell'eruzione cutanea in una persona con rosolia, le infezioni iniziali con rosolia durante la gravidanza si verificano ancora oggi. In una infezione da rosolia dubbia o sicura di una donna incinta è una diagnosi prenatale mediante prelievo di villi coriali, un esame del liquido amniotico o dalla 22ª settimana di gestazione è possibile un esame del sangue ombelicale. Dopo la nascita, tutti i neonati con embriopatia da rosolia hanno i loro anticorpi IgM e la maggior parte degli anticorpi IgG della madre. Gli anticorpi IgM non possono essere trasferiti dalla madre al bambino attraverso la placenta, quindi sono sempre espressione di un'infezione neonatale. I virus sono presenti nel sangue dei neonati, rendendoli contagiosi.